# Jurassic World
Jurassic World è un film del 2015 co-sceneggiato e diretto da Colin Trevorrow.
La pellicola è il sequel di Jurassic Park III (2001) e quarto film del franchise di Jurassic Park, rimasto in development hell per oltre un decennio. Dopo la regia dei primi due film, Steven Spielberg rimane come produttore esecutivo.
Il film ha ricevuto recensioni generalmente positive da parte della critica e ha incassato 1,6 miliardi di dollari al botteghino, divenendo all'epoca il terzo maggiore incasso nella storia del cinema dopo Avatar e Titanic; attualmente occupa il 10° posto.
Dal film sono stati realizzati tre sequel, intitolati Jurassic World - Il regno distrutto (2018), Jurassic World - Il dominio (2022) e Jurassic World - La rinascita (2025). Due serie animate spin-off/midquel intitolata Jurassic World - Nuove avventure (Jurassic World: Camp Cretaceous) distribuita nel 2020 e la serie animata sequel di quest'ultima, Jurassic World - Teoria del caos (Jurassic World: Chaos Theory) distribuita nel 2024.

## Trama
Ventidue anni dopo l'incidente al Jurassic Park, il sogno di John Hammond è diventato realtà. Isla Nublar dispone finalmente di un parco a tema completamente funzionante con migliaia di ingressi al giorno: il Jurassic World, fondato dalla InGen con l'appoggio del magnate Simon Masrani, proprietario della Masrani Global, che ha ricevuto l'incarico di portare avanti il progetto da Hammond stesso, poco prima della sua morte.
In occasione delle vacanze di Natale, il giovane Gray Mitchell e suo fratello maggiore Zach vengono mandati in viaggio dai genitori, prossimi al divorzio, sull'isola per passare le vacanze in compagnia della zia Claire Dearing, capo responsabile del parco. Quest'ultima, però, è troppo occupata dal lavoro, quindi affida i nipoti a Zara, la sua assistente. Sebbene a partire dal 2005, anno di apertura del Jurassic World, gli incassi siano sempre stati elevati, nel corso del tempo vengono registrati cali nelle vendite, in quanto ormai il mondo si è abituato all'esistenza dei dinosauri, e per contrastare questo andamento, Claire e i genetisti della InGen, guidati dal dottor Henry Wu, creano una nuova specie di dinosauro combinando il DNA di vari predatori preistorici con quelli di altri animali. Il signor Masrani convoca Owen Grady, ex-marine e domatore di Velociraptor, per visionare la nuova creatura prima di rivelarla al pubblico. Nel frattempo Vic Hoskins, il capo della sicurezza della InGen, intende approfittare delle quattro Raptor di Owen (Blue, Echo, Charlie e Delta) per adoperarle in ambito bellico. L'etologo e addestratore non approva questo proposito spiegando che, sebbene esse lo considerino il loro maschio alfa, non possono essere addomesticate, in quanto il suo programma non prevede di controllare e comandare le bestie, ma avere un reciproco rispetto con loro, che fa sì che gli siano leali.
La nuova specie di dinosauro geneticamente modificato, battezzata Indominus rex, dimostra estrema aggressività e intelligenza. Owen, condotto da Claire al sito della nuova attrazione, esprime il suo disappunto nel constatare che l'animale sia stato cresciuto in isolamento e privato di un simile con cui socializzare. La donna ammette che un secondo esemplare era stato creato, in modo da evitare problemi di solitudine, ma poi è stato divorato da quello attuale. Non riuscendolo a vedere o a rilevarlo strumentalmente all'interno dell'habitat, i due ne sospettano la fuga, perciò mentre Owen entra insieme a due uomini della sicurezza per indagare, Claire rientra al centro di controllo per tracciare l'animale dal satellite. In realtà il dinosauro è ancora nel recinto e si è reso invisibile ai sensori di rilevamento termico visivo grazie alle sue capacità genetiche. Le due guardie subiscono un'imboscata e vengono divorate. L'Indominus abbandona poi la gabbia mentre Owen riesce astutamente a sfuggirgli, cospargendosi di benzina sotto una jeep per non essere fiutato. Masrani invia un'unità di mercenari per catturare la bestia, ma, quando questa uccide metà della squadra, Claire ordina l'annullamento dell'operazione e l'evacuazione dell'isola.
Nel frattempo Gray e Zach sfuggono alla supervisione di Zara per andarsene per conto proprio, mancando così la ricezione dell'ordine di evacuazione. A bordo di una Girosfera abbandonano la valle per addentrarsi in una zona boschiva fuori dal percorso dei visitatori. Poco dopo si imbattono nell'Indominus, che dapprima affronta e uccide un Anchilosauro, successivamente li assale distruggendo il loro mezzo. I due trovano la salvezza gettandosi in una cascata e addentrandosi nella giungla raggiungono le rovine del centro visitatori del Jurassic Park originale. Qui riparano una vecchia Jeep con la quale tornano al villaggio turistico. Intanto Owen e Claire sono sulle loro tracce, ma trovano le carcasse di un branco di Apatosauri uccisi dal predatore: Grady comprende che l'ha fatto per puro divertimento e non per soddisfare la propria fame. Masrani e i soldati la rintracciano sorvolando l'isola in elicottero, ma il mostro penetra all'interno di una voliera e libera degli Pterosauri che attaccano i piloti e fanno precipitare il mezzo. Quando Gray e Zach si ricongiungono con Zara, gli pterosauri assediano la zona turistica causando la morte di molte persone (compresa Zara che viene divorata dal Mosasauro). Owen e Claire si ricongiungono finalmente coi ragazzi e i volatili vengono narcotizzati dalle guardie.
Con la morte di Masrani, Hoskins assume la direzione del parco e ordina di utilizzare i quattro Raptor per stanare e abbattere l'Indominus; Owen accetta con riluttanza. L'animale viene rintracciato nella giungla. Tutti prendono posizione pronti a fare fuoco, ma, poiché l'obiettivo possiede nel DNA componenti di quello del Velociraptor, esso comunica con i quattro e ne assume il comando, aizzandoli contro gli umani: si scatena uno scontro in cui molti uomini perdono la vita. Owen sembra ristabilire un legame con Charlie, ma un mercenario la uccide con un colpo di bazooka. Claire e i ragazzi fuggono con un furgone seminando gli altri animali. Nel frattempo Hoskins conduce il Dr. Wu all'elicottero con alcuni embrioni cosicché possa lasciare incolume Isla Nublar. Owen, Claire e i ragazzi intercettano Hoskins nel laboratorio del centro visitatori e lo colgono intento a prelevare altri embrioni di dinosauro. Questi, prima di venire ucciso da Delta, rivela loro che il Jurassic World è solo una copertura per nascondere il suo progetto di creare dei dinosauri da usare come armi biologiche.
I quattro fuggono da Delta correndo all'esterno dell'edificio, ma vengono accerchiati da Blue e Echo. I raptor tuttavia esitano ad attaccare, per via del loro legame col vecchio alfa. Owen ristabilisce il legame liberandoli dai collari con telecamera applicati da Hoskins. L'Indominus emerge dalla giungla e ordina al branco di attaccare gli umani, ma i tre disobbediscono e Blue viene scaraventata contro un muro, con lo schianto che le fa perdere i sensi. Echo e Delta aggrediscono l'avversaria ma, incapaci di contrastarlo, vengono uccise immediatamente.
Claire, in un ultimo gesto disperato, libera il T. rex (lo stesso apparso nel primo film) e lo conduce dall'Indominus. I due giganti lottano per la supremazia inizialmente dominata dall'ibrido, che riesce a sopraffare l'avversario. Atterrato il Tirannosauro, l'Indominus si appresta a darle il colpo di grazia, ma grazie all'intervento dell'ultimo raptor Blue, che si scaglia contro l'ibrido, il Tyrannosaurus ha modo di contrattaccare. I due dinosauri lottano insieme contro l'Indominus, che dopo essere stato ferito gravemente viene spinto dal Tirannosauro sul bordo della laguna del Mosasauro, il quale emergendo di sorpresa lo azzanna al collo e lo trascina con sé sott'acqua, affogandolo.
Il tirannosauro si allontana zoppicante, ma vincitrice, e Blue, prima di addentrarsi nella vegetazione, rivolge un ultimo sguardo di addio all'uomo che l'ha allevata. Il giorno seguente i sopravvissuti vengono trasferiti in Costa Rica. Qui Zach e Gray si riconciliano con i genitori mentre Owen e Claire si allontanano insieme. Isla Nublar viene nuovamente conquistata dai dinosauri liberi: il tirannosauro sale sulla cima dell'isola e la reclama, ruggendo, ancora una volta.

## Personaggi

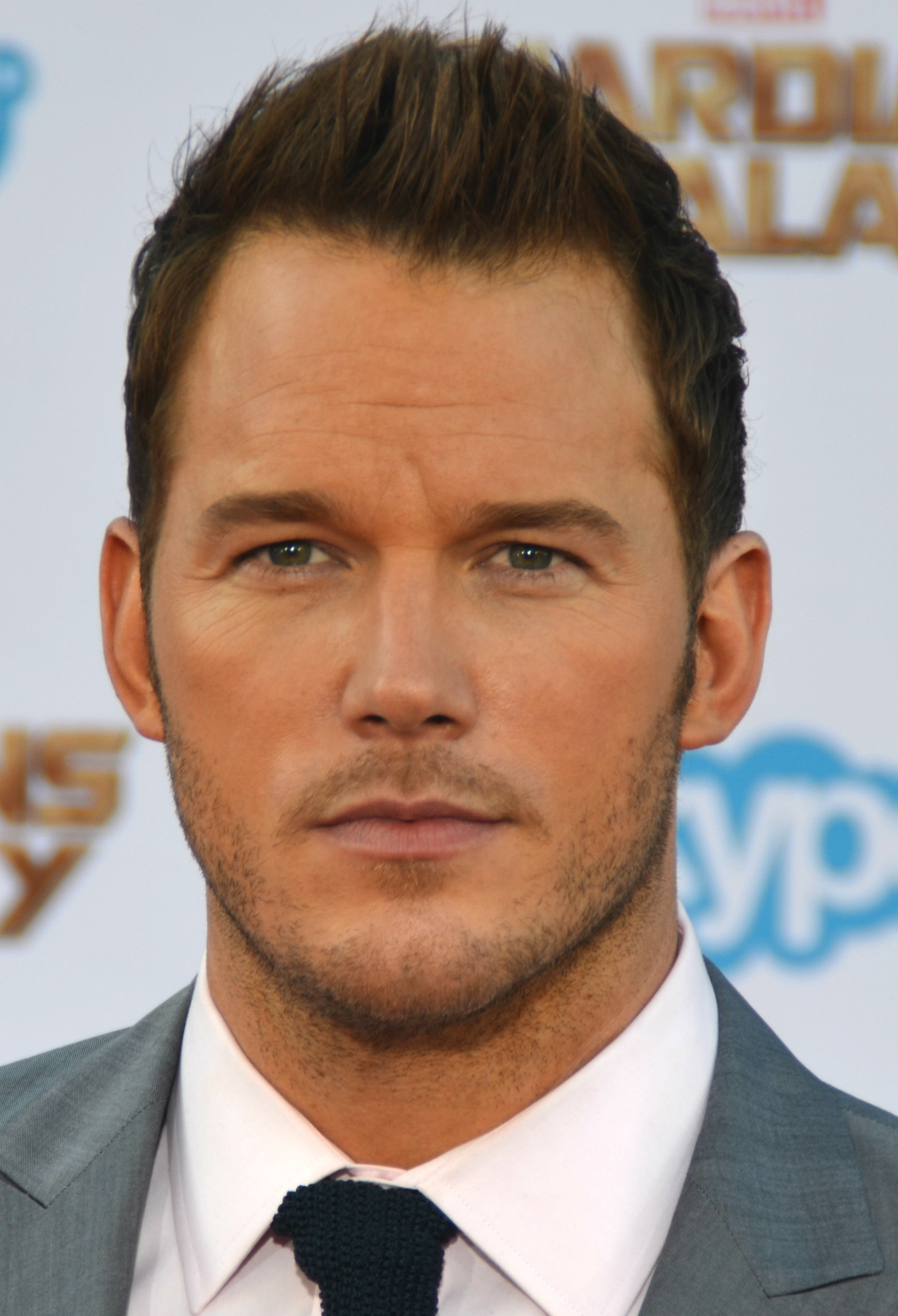
Chris Pratt interpreta Owen Grady

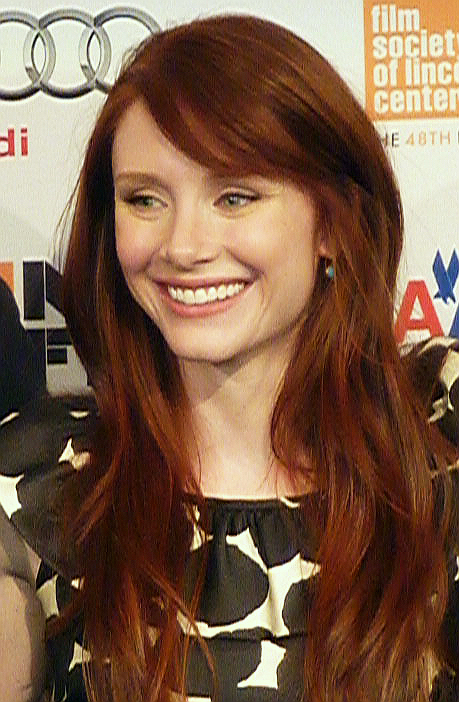
Bryce Dallas Howard interpreta Claire Dearing

- Owen Grady, interpretato da Chris Pratt: svolge ricerche comportamentali sui Velociraptor al Jurassic World.
- Claire Dearing, interpretata da Bryce Dallas Howard: genetista e manager delle operazioni del parco, responsabile della creazione dell'Indominus Rex (insieme a Henry Wu).
- Vic Hoskins, interpretato da Vincent D'Onofrio: responsabile delle operazioni di sicurezza della InGen. Si rivelerà l'antagonista umano principale, in quanto ha fatto creare l'Indominus col fine secondario di usarlo come arma biologica.
- Gray Mitchell, interpretato da Ty Simpkins: nipote di Claire e fratello di Zach.
- Zach Mitchell, interpretato da Nick Robinson: nipote di Claire e fratello di Gray.
- Lowery Cruthers, interpretato da Jake Johnson: informatico del parco.
- Vivian Krill, interpretata da Lauren Lapkus: informatica del parco.
- Barry Sembène, interpretato da Omar Sy: il migliore amico di Owen, si prende cura dei Velociraptor quando Owen finisce l'addestramento con loro.
- Il dott. Henry Wu, interpretato da BD Wong: genetista capo delle ricerche scientifiche della InGen e del Jurassic World e responsabile della creazione dell'Indominus rex. È l'unico personaggio a essere già apparso nel primo film.
- Simon Masrani, interpretato da Irrfan Khan: proprietario della Masrani Global.
- Karen Mitchell, interpretata da Judy Greer: sorella di Claire e madre di Zach e Gray.
- Scott Mitchell, interpretato da Andy Buckley: marito di Karen e padre di Zach e Gray.
- Zara Young, interpretata da Katie McGrath: assistente personale di Claire Dearing.
- Takashi Hamada, interpretato da Brian Tee: capo della ACU (Asset Containment Unity), l'unità di controllo per la sicurezza del Jurassic World.

Jack Horner e Brad Bird fanno un cameo all'interno del film, mentre il regista Colin Trevorrow presta la voce a Mr. DNA, personaggio animato che spiega ai turisti la genetica e la creazione dei dinosauri all'interno del centro innovazioni. L'attore Sam Neill, che aveva interpretato il professor Alan Grant nei precedenti film, negò voci riguardo a un suo possibile ritorno. A partire da metà 2013 vi furono i primi contatti per i personaggi del film. Bryce Dallas Howard entrò a far parte del cast nel novembre 2013 mentre, a metà ottobre, furono ingaggiati Ty Simpkins e Nick Robinson. A gennaio 2014 Chris Pratt entrò a far parte del cast nel ruolo del protagonista Owen. Il ruolo dell'antagonista fu affidato a metà febbraio a Vincent D'Onofrio. Nello stesso mese entrò a far parte del cast Irrfan Khan nel ruolo del proprietario del parco e poco dopo fu confermato il ritorno di BD Wong nel ruolo del dott. Henry Wu. Gli altri membri del cast vennero confermati nei mesi successivi.

## Produzione

### Sviluppo
Dopo pochi mesi dall'uscita di Jurassic Park III cominciarono a circolare voci e rumor in merito a un potenziale quarto film, all'inizio smentite dal regista Joe Johnston. La prima persona a parlarne fu Steven Spielberg nel giugno 2002, ammettendo d'aver in mente alcune idee per le quali avrebbe voluto lo stesso Johnston nuovamente alla regia. Successivamente, in ottobre, il paleontologo Jack Horner inoltrò la sua richiesta agli Universal Studios per tornare come consulente tecnico per il film. William Monahan fu ingaggiato per scrivere la sceneggiatura, e furono distribuiti vari annunci riguardo all'uscita di un quarto capitolo per l'estate del 2005, col titolo Jurassic Park 4 o Jurassic Park IV. Nel corso dei successivi anni è rimasto in development hell. Johnson era intento a coinvolgere gli Pteranodon fuggiti da Isla Sorna alla fine del terzo capitolo, ma nell'aprile 2002 è stato riferito che il film sarebbe stato l'ultimo della serie e che avrebbe ignorato gli eventi del suo predecessore.
Monahan portò a termine la bozza dopo circa un anno di lavoro, nel luglio 2003. Sam Neill avrebbe dovuto prenderne parte, nel ruolo del Dottor Alan Grant; l'attore ha inoltre rivelato che le riprese si sarebbero svolte nelle Hawaii e in California nel 2004. Nel settembre 2004 John Sayles fu chiamato a rivedere quanto fatto da Monahan, che ha abbandonato il lavoro per dedicarsi a quello del film Le crociate - Kingdom of Heaven, comportando un rinvio delle date di produzione e distribuzione prefissate. Nei primi mesi furono abolite varie idee sulla sceneggiatura: tra le prime si era pensato di far migrare i dinosauri verso la terraferma della Costa Rica, e prevedeva il ritorno di alcuni personaggi del primo film.
Nel giugno 2004 fu segnalata una trattativa riguardo a una possibile assunzione di Alex Proyas come regista, e con le riprese che si sarebbero svolte a inizio 2005 ai Pinewood Studios. Era prevista la costruzione di un carro armato per delle scene che avrebbero coinvolto anche rettili marini. A luglio la sceneggiatura fu riscritta, assieme Jeremy Piven e Emmy Rossum, con Richard Attenborough che avrebbe ripreso il ruolo di John Hammond. Nello stesso mese però, Proyas disse che non era interessato a dirigere il film.
In agosto il sito web Ain't It Cool News pubblicò una indiscrezione sulla trama. La storia avrebbe coinvolto un nuovo personaggio, un mercenario di nome Nick Harris, assunto da una società svizzera e messo a capo di una formazione di cinque Deinonychus geneticamente modificati destinati a essere usati per delle missioni di salvataggio. John Hammond sarebbe stato l'unico personaggio già apparso in precedenza. Nel 2005, John Sayles spiegò che non era altro che una prima bozza della sceneggiatura, intercettata tramite un'e-mail di Spielberg da un hacker. A fine agosto, Sayles svelò inoltre che la sua trama riscritta l'anno prima fu anch'essa abbandonata. Questa introduceva la presenza di creature geneticamente costruite nate dalla splicing del DNA di dinosauri ed esseri umani per scopi militari, di cui furono realizzati diversi concept art da Carlos Huante della Industrial Light & Magic e alle quali Sayles aveva dato i nickname Achilles, Hector, Perseus, Orestes e Spartacus.
Nonostante vari annunci dati dopo l'uscita di Jurassic Park III riguardo all'uscita di un quarto capitolo nell'estate del 2005, in aprile il supervisore agli effetti speciali, Stan Winston, dichiarò che il problema dei ritardi e disguidi riguardanti la produzione erano colpa delle troppe revisioni fatte alla sceneggiatura. Spielberg non aveva in mente una trama vera e propria per la pellicola, ma pensò solamente a una scena (tratta dal romanzo Il mondo perduto) in cui un gruppo di motociclisti tentano di fuggire da un branco di Raptor.
A inizio 2007, l'attore Sam Neill disse che il ruolo per il film non gli era stato ancora proposto, mentre l'attrice Laura Dern fu richiesta per un ruolo da definire. Anche Richard Attenborough fu contattato, mentre alcune fonti citarono anche David Boreanaz come parte del cast. Durante quel periodo ci fu lo sciopero degli sceneggiatori, che ne ritardò nuovamente lo sviluppo, e in aprile venne annunciato che Johnston ha abbandonato la regia.
Nel 2009 il progetto del quarto capitolo del franchise sembrava essere stato definitivamente abbandonato, causato dalla morte di Michael Crichton, lo scrittore del romanzo originale. Verso gennaio 2010 il regista Joe Johnston dichiarò tuttavia che la possibilità di un quarto film era stata nuovamente considerata ribadendo che Jurassic Park 4 sarebbe stato probabilmente parte di una nuova trilogia.

### Pre-produzione
Non si arrivò a un punto di svolta fino al 2011 quando, al San Diego Comic-Con International, Steven Spielberg annunciò che stava lavorando sul nuovo film e che sarebbe uscito nel giro di due o tre anni. Nell'ottobre del 2011 Spielberg rivelò che Mark Protosevich si stava occupando della sceneggiatura e nel gennaio 2012 confermò che sarebbe stato produttore esecutivo del film. Rick Jaffa e Amanda Silver vennero confermati come sceneggiatori nell'estate del 2012. Il film è stato scritto da Rick Jaffa e Amanda Silver (autori di L'alba del pianeta delle scimmie) e prodotto da Frank Marshall e Steven Spielberg. A marzo 2013 la Universal Studios annunciò il nuovo titolo ufficiale del film, Jurassic World, e che Colin Trevorrow sarebbe stato il regista del film; Trevorrow ha riscritto inoltre la sceneggiatura insieme a Derek Connolly. Anche se inizialmente il film venne indicato come un reboot della serie, Trevorrow lo ha successivamente smentito, confermandolo come sequel.
Nel febbraio 2014, dopo la conferma dell'uscita nelle sale per il 12 giugno 2015, Trevorrow rivelò che John Schwartzman si sarebbe occupato delle riprese di Jurassic World usando cineprese Panavision e pellicola Kodak da 35mm e 65mm. Questo film è inoltre il primo della serie a essere stato ripreso con la tecnica della motion capture, usata per la realizzazione digitale dei raptor. Inizialmente il nome scelto per il dinosauro antagonista, Indominus rex, era D-rex, abbreviazione di Diabolus rex; Trevorrow disse che la sua creazione è dovuta al fatto che i focus non ritenevano sufficiente avere creature maestose come il T-rex, ma qualcosa di più grande. La pellicola è stata prodotta con un budget di oltre 150 milioni di dollari, superando quello dei tre film precedenti della serie.

### Riprese

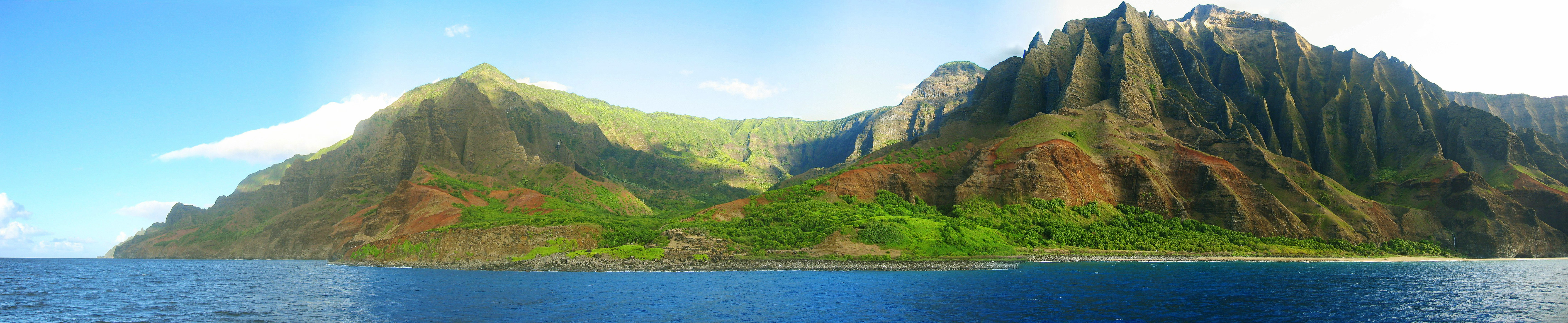
L'isola di Kauai, uno dei luoghi in cui sono avvenute le riprese della saga

Le riprese iniziarono il 10 aprile 2014 allo zoo di Honolulu e nelle isole di Kauai e Oahu. Il recinto dell'Indominus rex è stato tra i luoghi delle riprese su quest'ultima isola. Le riprese sono continuate alle Hawaii fino al giugno 2014, prima di trasferirsi in Louisiana. Altre scene furono girate a New Orleans nel parco divertimento abbandonato Six Flags New Orleans e a Slidell (Louisiana). Le riprese terminarono definitivamente il 6 agosto.

### Creature protagoniste
Come nei film precedenti, i dinosauri protagonisti presentano delle imperfezioni anatomiche ed errori paleontologici: mentre il primo film, Jurassic Park, era stato presentato come un tentativo di avvicinare il pubblico a dinosauri riprodotti in base alle conoscenze dell'epoca e di sorpassare l'antiquata idea che fossero gigantesche lucertole lente e a sangue freddo, in Jurassic World, le moderne conoscenze su di loro vengono quasi totalmente ignorate. Difatti anche in questo film i Velociraptor sono visti come lucertole nude, sprovviste del piumaggio, che avevano realmente. Questo è dovuto al fatto che il regista e i produttori hanno voluto mantenere la coerenza con i dinosauri mostrati negli altri film della serie di Jurassic Park. Tuttavia, la differenza sull'aspetto dei dinosauri viene spiegata dal Dott. Wu confessando a Masrani di aver sempre riempito i buchi del genoma dei dinosauri con quello di altri animali altrimenti alcuni di loro apparirebbero diversi.

#### Velociraptor

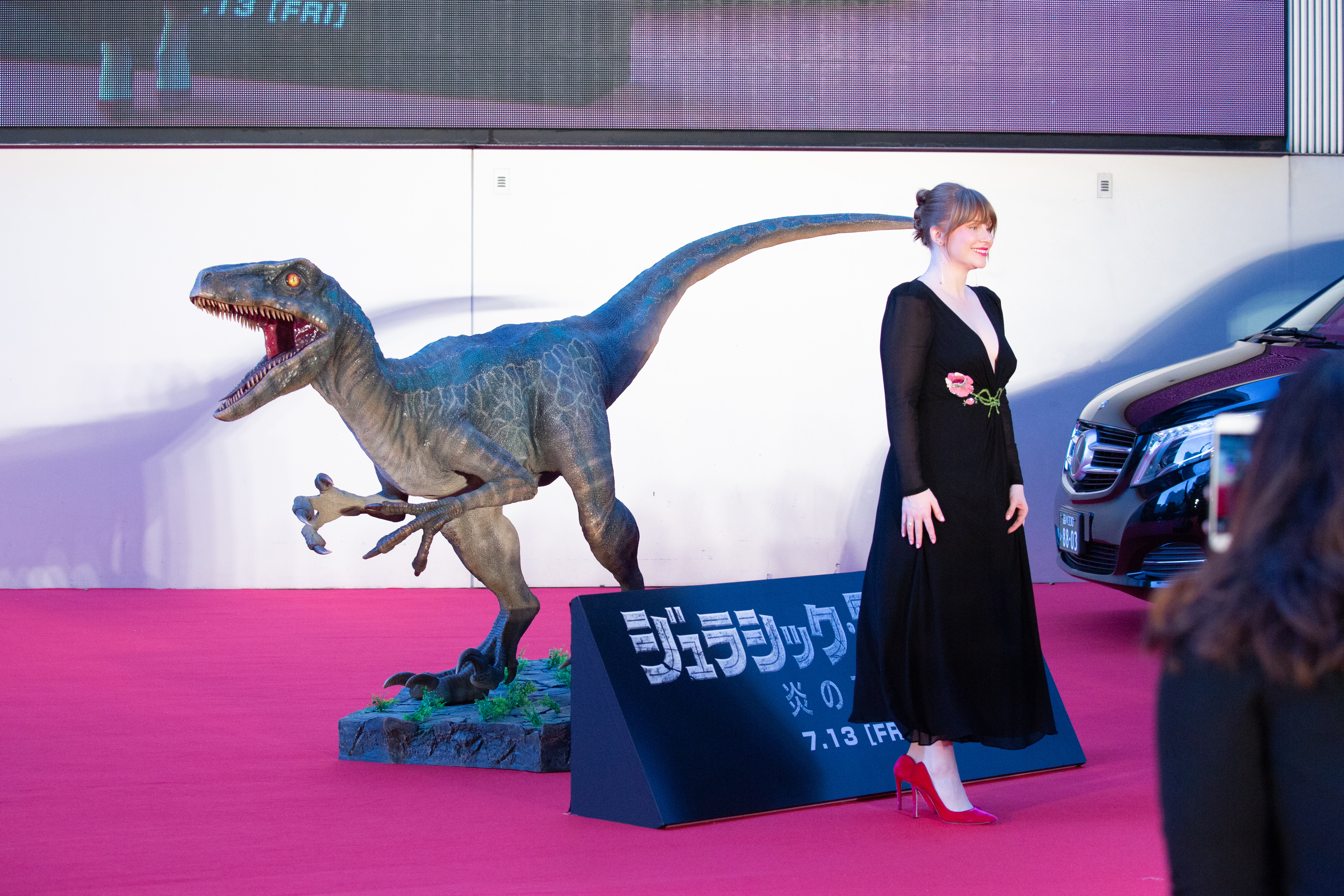
Statua del Velociraptor Blue all'anteprima giapponese di Jurassic World - Il regno distrutto (2018)

I Velociraptor di Jurassic World non si trovano in nessuna attrazione del parco e non sono esposti al pubblico: i Raptor fanno parte del progetto IBRIS per lo studio della loro intelligenza e il loro uso in campo bellico, dove Owen Grady ha stabilito con loro un rapporto basato sul rispetto e la fiducia. Questi Raptor sono chiamati Blue, Charlie, Delta ed Echo e sono quattro diversi esemplari con la pelle rispettivamente blu, verde, grigia e marrone. Gli occhi sono di nuovo a taglio. Faranno molte comparse nel film, e verso la fine verranno usati come ultima risorsa per stanare l'Indominus rex. Tuttavia, si scoprirà troppo tardi che questo dinosauro è stato creato anche con il medesimo DNA e che può comunicare con loro. Così vengono messi contro i soldati della InGen (uno dei quali colpirà Charlie con un Bazooka) e lo stesso Owen, che però riuscirà a riconquistare la loro fiducia e si rivolteranno contro l'I-rex, finendo però uccisi quasi tutti. Infine, durante lo scontro tra il T-rex e l'I-rex, l'ultimo Raptor rimasto in vita, Blue, interverrà per aiutare il grande predatore a sconfiggere il mostruoso ibrido, che finirà trascinato in acqua dal Mosasauro. Dopo la battaglia il Raptor rivolgerà un ultimo sguardo a Owen e scomparirà tra le rovine del parco.
Alcuni dei nomi fanno parte dell'alfabeto fonetico NATO. Inoltre i loro nomi rispecchiano la gerarchia presente all'interno del branco. Owen dichiara infatti che Blue è il membro beta; si può dunque presupporre dalle iniziali dei nomi che Charlie sia il gamma, Delta il delta ed Echo l'epsilon, poiché queste riprendono l'ordine delle lettere dell'alfabeto del greco antico. Per quanto riguarda l'elemento alfa del branco, è rappresentato da Owen stesso, che li ha allevati, e temporaneamente dall'Indominus.

#### Tyrannosaurus
Come rivelato dallo stesso regista Colin Trevorrow, il tirannosauro che appare nel film è lo stesso esemplare apparso nel Jurassic Park originale, soprannominato dai fan "Rexy" dopo l'uscita di questo film. Questo esemplare visse per 22 anni su Isla Nublar, prima di essere ricatturato e rimesso in libertà nel suo nuovo recinto chiamato per l'occasione "Il regno del T-rex". Si possono infatti distinguere sul muso e sul collo dell'animale le cicatrici provocate dal Velociraptor che uccise alla fine del primo film. Fa una breve apparizione all'inizio della pellicola, dove un gruppo di turisti lo osserva mentre divora una capra (riferimento al primo film). Tuttavia alla fine viene liberato sotto ordine di Claire e indotto ad attaccare l'I-rex, dopo aver distrutto uno scheletro di Spinosauro si avventa su di esso e, con l'aiuto di Blue (l'unico Raptor sopravvissuto) e del Mosasauro, lo sconfigge. Nella scena finale il T-rex è su un'altura affacciata sul parco distrutto e ruggisce trionfante, facendo intendere la rivendicazione del suo dominio su Isla Nublar.

#### Mosasaurus

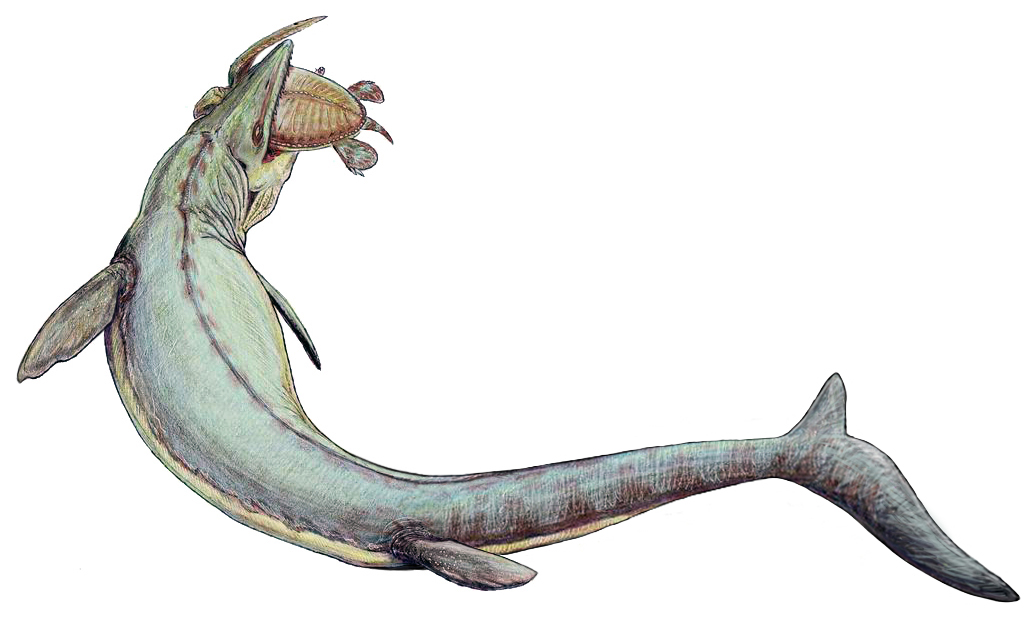
Ricostruzione grafica di un Mosasaurus

Il Mosasauro è la nuova ed esclusiva attrazione del Jurassic World. Questa colossale lucertola marina vive nella laguna del Jurassic World, una gigantesca laguna artificiale contenente più di 11 milioni di litri di acqua salata e costituisce l'attrazione Mosasauro - Lo show del pasto, che si tiene ogni due ore in uno speciale anfiteatro all'aperto, simili a quello dei normali parchi acquatici. Qui il Mosasauro viene nutrito, tramite una gru rialzata, con esemplari di grandi squali bianchi.
All'inizio del film la presentatrice dello spettacolo rivela che il Mosasauro è un po' timido, perciò gli spettatori per incoraggiarlo devono fargli un forte applauso. Dato che, essendo animali acquatici, non possono essere punti da zanzare, per spiegare la loro presenza nel parco tematico, alcuni video della InGen spiegano come la loro tecnologia sia così avanzata da non necessitare più di estrarre il sangue dalle zanzare conservate nell'ambra. Il DNA di questi rettili verrebbe interamente creato in laboratorio. Nel corso del film appare tre volte: il suo esordio avviene durante lo show del pasto, dove divora uno squalo bianco sotto gli occhi degli spettatori. Dopodiché compare quando gli pteranodonti fuggono dalla voliera e uno di essi cattura Zara e la getta nella vasca; infatti il Mosasauro affiora divorando il rettile volante e (seppur accidentalmente) anche Zara. Alla fine del film, dopo che Blue e il T-rex hanno combattuto e ferito l'Indominus rex, quest'ultimo giace sul bordo della vasca del Mosasauro, che con un balzo lo afferra e lo trascina sott'acqua.

#### L'ibrido creato in laboratorio: l'Indominus rex
È l'antagonista principale del film. Per introdurre una novità gli autori del film hanno creato l'Indominus rex, abbreviato in I-rex, giustificando la sua creazione, tramite manipolazione genetica, per dargli il ruolo di principale antagonista del film. Viene presentato come creazione degli ingegneri genetici del Hammond Creation Lab, tramite l'escamotage dell'unione dei DNA di più generi di dinosauro, partendo dal genoma del Tyrannosaurus rex e inserendo DNA di altri dinosauri, nonché geni di seppia, raganella e serpente. Tramite la morfologia, però, è possibile farsi un'idea con quali DNA di dinosauri è stato creato: Abelisauro, Carnotauro, Giganotosauro, Majungasauro, Rugops, Concavenator, Allosauro, Therizinosauro, Deinosuchus e, come scoprirà Owen, Velociraptor. È stato disegnato per dargli un aspetto che fosse molto attraente per il pubblico a cui è destinato. La parola latineggiante indominus, usata in questo caso come aggettivo, non esiste nella lingua latina.

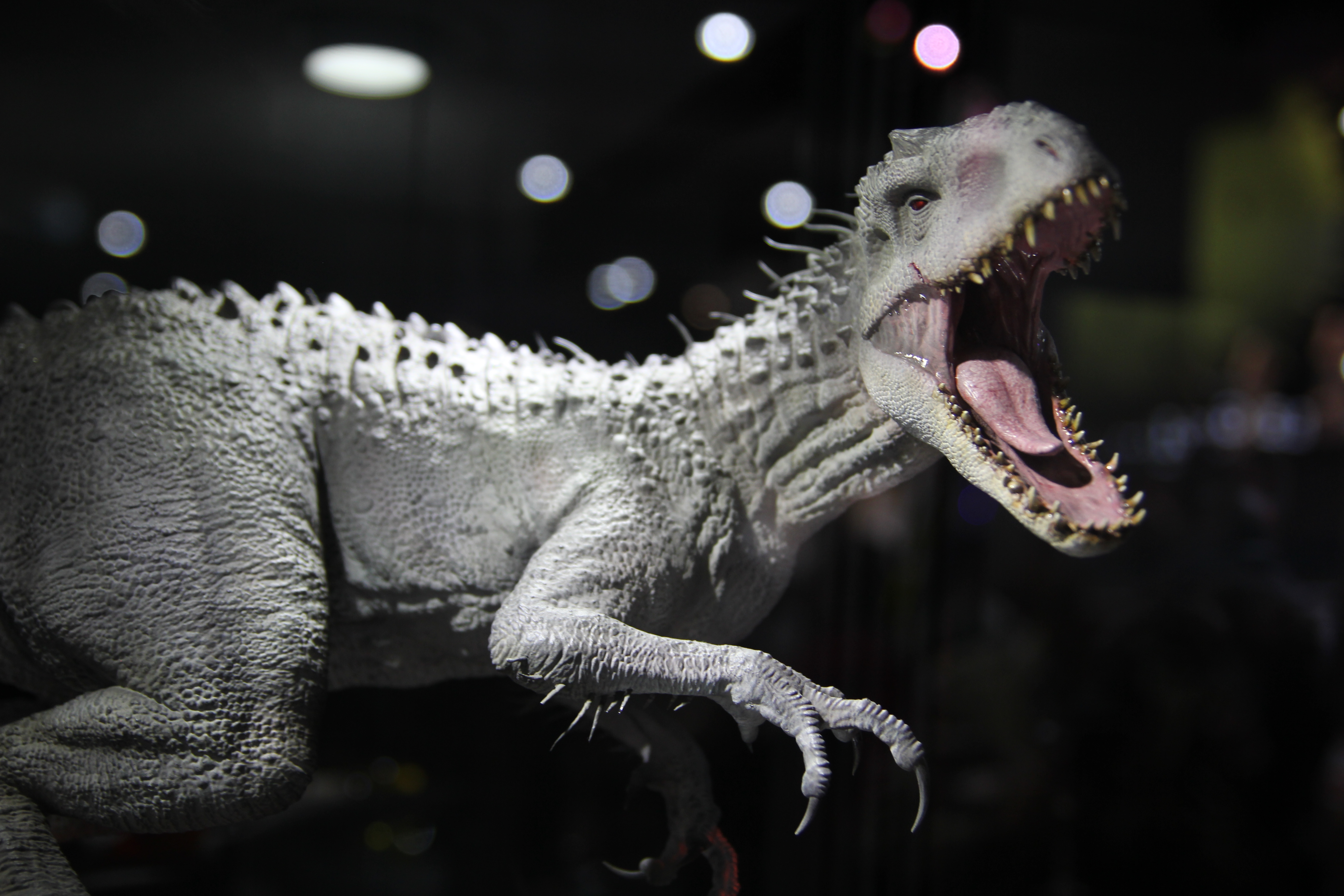
Ricostruzione dell'Indominus rex del film

A grande scala è stato disegnato con il corpo del Giganotosauro, ma aggiungendoci dettagli morfologici di particolare effetto presi dalle caratteristiche di altri dinosauri, come ornamentazioni sulla testa e un resistente osteoderma osseo sulla schiena caratteristici degli Abelisauridi. È di colore grigio chiaro/bianco, come se fosse albino, con gli occhi rossi a taglio (come quelli di un Raptor). Il suo dorso, da dietro la testa fino alla coda, è ricoperto da una pelle corazzata da cui spuntano sette file di spine cornee, proveniente dal Carnotauro, che lo rende immune anche ai colpi di armi da fuoco. Il suo cranio risulta essere un incrocio tra il teschio del Giganotosauro, del Majungasauro e del Rugops, con due corna piuttosto pronunciate sopra le orbite oculari, simili a quelle dell'Allosauro, e denti frastagliati che s'incastrano tra loro. Gli sono state aggiunte inoltre strane strutture filamentose simili ad aculei, come quelle ritrovate nel Concavenator, sui gomiti e sul collo, a mo' di cresta. Le zampe anteriori sono snelle, molto sviluppate e dotate di tre dita con lunghi artigli falciformi, identiche a quelle del Therizinosauro, più un quarto dito che funge da pollice opponibile, e gli permettono di afferrare le prede e camminare in posizione quadrupede. I denti sono irregolari e resistenti come quelli del Deinosuchus, ma si possono dimostrare talvolta fragili, è stato quindi applicato un gene che gli permette di far ricrescere i denti più velocemente del normale. Come tutti i dinosauri del Jurassic World, anche l'Indominus è un esemplare femmina. Gli autori gli hanno attribuito un ruggito che raggiunge livelli tra i 140 e 160 decibel e in corsa può raggiungere i 50 km/h.
Grazie all'unione del DNA di creature tuttora viventi l'Indominus ha assunto caratteristiche anatomiche e sensoriali fuori dal comune: grazie al DNA di seppia (impiantatogli dai genetisti del Jurassic World, perché crescesse in fretta per essere pronta in poco tempo alla sua esposizione), l'animale è in grado di mimetizzarsi, cambiando colore della pelle, tale da diventare quasi invisibile. Il DNA di raganella (impiantatogli dai genetisti del Jurassic World, in modo che si potesse abituare velocemente al clima dell'isola) gli consente la capacità di nascondere il proprio segnale termico e diventare invisibile ai rilevatori di calore; può inoltre vedere e percepire i segnali termici come i serpenti. Nel film, Owen afferma che l'I-rex, essendo per natura imprevedibile e cresciuto in isolamento, abbia sviluppato un comportamento sociopatico instabile: per esempio, si dedica a uccidere indiscriminatamente per divertimento, tanto da arrivare a spezzare il collo a un Anchilosauro e sterminare un intero gruppo di Apatosauri, o per scoprire quale sia il proprio posto nella catena alimentare; Claire aggiungerà che ha divorato il suo stesso fratello (il che viene spiegato con l'utilizzo di DNA di Majungasauro, dinosauro a cui alcuni paleontologi attribuiscono pratiche di cannibalismo).
Come se non bastasse, l'Indominus risulta essere estremamente intelligente (con l'escamotage del DNA di Raptor), riuscendo a intuire a cosa serva il chip di localizzazione impiantatogli, a capire come toglierselo e utilizzarlo per attirare i membri della sicurezza del Jurassic World in una trappola. L'avere in sé il DNA di Raptor permette all'Indominus di comunicare con loro. Si scoprirà che la creazione dell'I-rex era stata concepita con il secondo scopo di utilizzarlo come un'arma militare vivente. Alla fine i Raptor si ribellano a lui e tentano di sconfiggerlo, ma due di loro vengono uccisi. Mentre l'I-rex tenta di uccidere i protagonisti interviene il T-rex, liberato da Claire. I due carnivori combattono e l'I-rex sembra avere la meglio, ma viene assalito da Blue, il che permette all'altro predatore di rialzarsi e contrattaccare. Il T-rex e Blue combattono l'I-rex e, dopo essere stato sconfitto dai due Dinosauri e ferito gravemente, viene spinto sul bordo della vasca del Mosasauro, che lo azzanna al collo e lo trascina sott'acqua, causandone la morte.

## Colonna sonora
La musiche di Jurassic World sono firmate da Michael Giacchino, che, oltre a scrivere nuovi temi, ha omaggiato anche la colonna sonora composta da John Williams nel 1993. L'album ufficiale della colonna sonora è stato pubblicato il 9 giugno 2015.

### Tracce
1. Bury the Hatchling – 1:56
2. The Family That Strays Together – 1:00
3. Welcome to Jurassic World – 2:08
4. As the Jurassic World Turns – 5:30
5. Clearly His First Rodeo – 3:28
6. Owen You Nothing – 1:19
7. Indominus Wrecks – 6:11
8. Gyrosphere of Influence – 3:14
9. Pavane for a Dead Apatosaurus – 4:44
10. Fits and Jumpstarts – 1:31
11. The Dimorphodon Shuffle – 2:13
12. Love in the Time of Pterosauria – 4:30
13. Chasing the Dragons – 2:54
14. Raptor Your Heart Out – 3:50
15. Costa Rican Standoff – 4:37
16. Our Rex Is Bigger Than Yours – 2:41
17. Growl and Make Up – 1:16
18. Nine to Survival Job – 2:33
19. The Park Is Closed – 1:38
20. Jurassic World Suite – 12:53
21. It's a Small Jurassic World – 1:43
22. The Hammond Lab Overture – 1:07
23. The Brockway Monorail – 1:45
24. Sunrise O'er Jurassic World – 2:06

## Promozione
(Tagline del film)
La promozione del film inizia a luglio 2014, quando al San Diego Comic-Con International viene portata la nuova Mercedes G63 AMG 6x6 con il logo di Jurassic World. Inoltre, sempre al Comic-Con, viene venduto il primo artwork ufficiale disegnato da Mark Englert.
Il 20 novembre 2014 viene lanciato il sito MasraniGlobal.com, il sito fittizio della Masrani Global, la società immaginaria che ha comprato la InGen.
Nello stesso giorno viene lanciato il sito JurassicWorld.com, che inizialmente conteneva il countdown per il trailer (poi annullato perché diffuso online prima del previsto) e che poi si è trasformato nel sito fittizio del parco, dove si possono consultare gli orari e le attrazioni, vedere i dinosauri disponibili e svolgere tante altre attività interattive.
Infine è stato creato il sito ufficiale del film, JurassicWorldMovie.com, contenente il trailer, le immagini ufficiali e la storia della produzione.
Quasi giornalmente gli Universal Studios, attraverso vari social come Facebook, Twitter e Instagram, hanno promosso il film presentando alcune immagini che ritraggono membri del cast, foto del parco o immagini di dinosauri.

### Trailer e clip
Il 23 novembre 2014 è stato distribuito il teaser trailer. Il full trailer doveva essere inizialmente pubblicato il 27 novembre, ma in seguito è stato distribuito online in tutte le lingue il 25 novembre. Il 1º febbraio 2015 è stato mandato in onda il primo spot televisivo in occasione del Super Bowl, e successivamente il secondo spot è stato mostrato durante il finale di The Walking Dead, il 29 marzo. L'8 aprile durante la "settimana delle anteprime" degli MTV Movie Awards è stata mostrata la prima clip dal film con protagonisti Owen Grady (Chris Pratt) e Claire Dearing (Bryce Dallas Howard). Il 20 aprile è stato diffuso online il secondo full trailer, che contiene molta più azione, personaggi e soprattutto dinosauri rispetto ai precedenti.
Il 23 aprile, durante The Ellen Show, è stata mostrata la seconda clip tratta dal film, che vede il protagonista Owen Grady (Chris Pratt) scappare dall'Indominus rex, che riesce a fuggire dal suo recinto fortificato. Lo stesso giorno, al Cinemacon tenutosi a Las Vegas è stato mostrato un nuovo trailer esteso con molte scene inedite. Il 1º maggio è stata diffusa online una featurette esclusiva che, oltre a contenere molte nuove scene dal film, contiene le interviste ai membri del cast (Chris Pratt, Bryce Dallas Howard, Ty Simpkins) e ai produttori Steven Spielberg e Frank Marshall.
Il 5 e il 10 maggio sono andati in onda rispettivamente il terzo e il quarto spot TV, durante i playoff dell'NBA. L'11 maggio sono andati in onda il quarto, il quinto, e il sesto spot TV. Il 13, il 14 e il 16 maggio sono stati diffusi online il settimo, l'ottavo, il nono e il decimo spot TV. Il 18 maggio sono stati diffusi online l'undicesimo spot TV e una featurette esclusiva dalla Mercedes-Benz che, oltre a contenere molte nuove scene dal film, contiene uno sguardo al set e a tutti i veicoli Mercedes del film. Il 21 maggio sono stati diffusi online il dodicesimo, il tredicesimo e il quattordicesimo spot TV. Il 22 maggio è stato diffuso il quindicesimo spot TV totalmente incentrato sull'Indominus rex, dove vengono mostrate alcune nuove scene su questo dinosauro, antagonista della storia, incluso il momento della schiusa del suo uovo.
Sempre il 22 maggio è stata mostrata la terza clip tratta dal film in cui Simon Masrani (Irrfan Khan), il proprietario del parco, e Claire Dearing (Bryce Dallas Howard) parlano del potenziale che può avere l'Indominus rex per attirare il pubblico. Il 23 e 24 maggio sono stati diffusi online gli spot TV numero 16, 17, 18 e lo spot esteso della nascita dell'Indominus rex. Il 26 maggio sono stati diffusi il ventesimo spot TV e una nuova featurette, entrambi contenenti molte nuove scene inedite del film, in particolar modo sui Velociraptor e sull'Indominus rex. Il 26 maggio è uscito il ventunesimo spot TV che vede moltissime scene dei raptor di Owen. Il 27 maggio è stata diffusa online da Yahoo Movies la quarta clip, che mostra Owen calmare i Raptor mentre stanno per divorare un inserviente, e il 29 maggio è stata diffusa la quinta clip ambientata nella Sala Controllo mentre lo staff cerca di riprendere il controllo dell'Indominus rex.
Il 1º giugno sono stati diffuso online lo spot TV 23 e 24, una featurette sul regista Colin Trevorrow e una sul Samsung Innovation Center e una nuova clip, che mostra Owen e Claire discutere sul nome del dinosauro ottenuto dalla combinazione genetica. Il 3 giugno sono stati diffusi online lo spot TV numero 25 e due clip, una con protagonista Owen Grady che libera i velociraptor nella giungla, e l'altra vede i giovani Zach e Gray nella Girosfera attaccati dall'Indominus rex.

### Poster
- Al San Diego Comic-Con International del 2014 viene venduto il primo artwork ufficiale disegnato da Mark Englert, rappresentante un Raptor sopra l'Explorer distrutta, vista nel primo film, e sullo sfondo il nuovo parco in costruzione.[65][66]
- Il primo teaser poster ufficiale è stato diffuso online il 15 novembre 2014, e ricalca molto quello del primo film.
- Il primo poster ufficiale, che ritrae Claire Dearing (Bryce Dallas Howard) in fronte all'Indominus rex, è stato diffuso il 17 aprile.
- Il secondo poster è stato pubblicato il 18 aprile, e offre una visuale sottomarina del Mosasauro e uno squalo (confermato essere un omaggio al film Lo squalo di Spielberg).[67]
- Il terzo poster, in cui sono presenti Owen Grady (Chris Pratt) in motocicletta insieme ai suoi Velociraptor, è stato pubblicato il 19 aprile.

## Distribuzione
Annunciato per la prima volta nel 2001 con il titolo Jurassic Park IV, gli Universal Studios progettarono inizialmente di distribuire la pellicola nel 2005, ma la produzione venne rimandata più volte nel corso degli anni e ci furono numerose revisioni alla sceneggiatura. La distribuzione definitiva, prevista per il 4 giugno 2014, venne posticipata al 12 giugno 2015 a causa di divergenze tra gli Universal Studios e gli sceneggiatori.
In origine, Jurassic World era previsto a uscire nell'estate 2005, ma rimase in development hell per oltre un decennio per le numerose revisioni della sceneggiatura. Sarebbe poi dovuto uscire definitivamente nelle sale il 4 giugno 2014, ma la sua uscita è stata rimandata all'anno seguente. È stato distribuito in Italia a partire dall'11 giugno 2015, mentre negli Stati Uniti dal 12 giugno.
Il 13 agosto, gli Universal Studios annunciano il ritorno nelle sale statunitensi del film a partire dal 28 agosto 2015, per una sola settimana, in versione IMAX 3D.

### Edizione italiana
L'edizione italiana del film è stata curata dalla Universal Pictures International Italy. La direzione del doppiaggio e i dialoghi sono curati rispettivamente da Sandro Acerbo e Marco Mete, entrambi assistiti da Elena Masini, per conto della CDC Sefit Group che si è occupata anche della sonorizzazione.
Nell'edizione italiana del film ritornano Loris Loddi, il quale riprende a doppiare il dr. Henry Wu (B.D. Wong) a distanza di 22 anni del film Jurassic Park; e Simone Mori, il quale quest'ultimo dopo aver doppiato Lewis Dogson (Cameron Thor) sempre nel primo film, doppia un nuovo personaggio: Barry Sembène interpretato da Omar Sy.

## Accoglienza

### Incassi
Nei primi tre giorni di programmazione la pellicola ha incassato globalmente 511 milioni di dollari. Nel secondo weekend di programmazione è arrivato a incassare globalmente 981 milioni di dollari. Il 24 giugno, a 13 giorni dall'uscita al cinema, il film ha incassato 1 miliardo di dollari, classificandosi per pochi mesi come il film di maggiore incasso dell'anno e il 3° film con maggiori incassi nella storia del cinema; dopo il successo di Star Wars - Il risveglio della Forza, Avengers: Infinity War, Avengers: Endgame, Spider-Man: No Way Home, Avatar - La via dell'acqua, Inside Out 2 e Ne Zha 2, il film è passato al 10º posto nella classifica mondiale.
Senza tenere conto del tasso d'inflazione, il film diventa inoltre il capitolo di maggiore incasso del franchise, superando il primo capitolo del 1993, che con 920 milioni di dollari incassati era diventato il maggior successo cinematografico dell'epoca.
A fronte di un budget di 150 milioni di dollari, il film ha incassato 652270625 $ in Nord America e 1020130012 $ nel resto del mondo, per un totale di 1672400637 $, piazzandosi momentaneamente al ottavo posto tra i film con maggiori incassi nella storia del cinema. Il film ha superato anche il miliardo di dollari incassati fuori dagli Stati Uniti, diventando il quarto film a raggiungere questo traguardo dopo Titanic, Avatar e Fast & Furious 7. In Italia ha incassato 14680892 €, piazzandosi al settimo posto nella classifica degli incassi nazionali della stagione 2014/2015; calcolando gli incassi nazionali dell'anno Solare 2015, il film slitta all'undicesimo posto considerato il maggiore successo di Minions, Star Wars - Il risveglio della Forza e Inside Out, tutti con un incasso al di sopra dei 20 milioni di euro.

### Critica
Il film ha ricevuto recensioni positive da parte della critica. Sull'aggregatore di recensioni Rotten Tomatoes ha un indice di gradimento del 72% basato su 358 recensioni, con un voto medio di 6,7 su 10; il consenso critico del sito afferma: «Jurassic World non avrà l'inventiva o l'impatto del film originale, ma funziona a tutti gli effetti come un popcorn thriller intrattenitivo e visualmente abbagliante». Il che lo rende il sequel di Jurassic Park più positivamente accolto sul sito, in confronto a Il mondo perduto - Jurassic Park (che detiene il 53%) e Jurassic Park III (che invece ha il 50%). Su Metacritic ottiene un punteggio di 59 su 100 basato su 49 recensioni, che oscillano tra pareri piuttosto entusiasti e altri nettamente negativi.
Nella sua recensione per il The Guardian, Peter Bradshaw diede al film 4 stelle su 5 definendolo: «Uno spettacolo estivo straordinariamente godibile ed eccitante» e «Arguto, buffo e ridicolo nel modo corretto».
Contrariamente, la Associated Press diede al film 2/5 definendolo «Brutto e troppo saturato» ed eccessivo l'accanimento dei dinosauri, affermando che non cattura il senso di meraviglia, l'arguzia e il suspense del film originale, criticando anche la computer grafica. Nonostante ciò, la colonna sonora e le performance di Pratt e della Howard sono state apprezzate.
Il Wall Street Journal, invece, stroncò totalmente la pellicola, sottolineando molte incongruenze logiche che non rispettano determinati canoni stabiliti dall'universo narrativo su cui il film si fonda, portando così la recensione a intitolarsi "gettando nella spazzatura un franchise".

#### Tematiche trattate e analisi
Trevorrow ha affermato che l'Indominus rex simboleggia l'eccesso dei consumatori e delle aziende, incarnando le peggiori tendenze dell'umanità. «Siamo circondati dalla meraviglia, eppure vogliamo sempre di più: più grande, più veloce, più forte, migliore. Nel mondo del film, l'animale è stato progettato sulla base di una serie di focus group aziendali». Ha inoltre sottolineato che il film affronta il tema dell'avidità e del desiderio di profitto, aggiungendo: «L'Indominus rex, per me, rappresenta proprio questo bisogno insaziabile da soddisfare». I critici cinematografici hanno evidenziato i parallelismi tra la gestione del parco in Jurassic World e l'industria cinematografica e dell'intrattenimento. L'attore James DuMont, che nel film ha un piccolo ruolo, ha dichiarato che uno dei temi principali è l'interconnessione tra l'uomo e l'ambiente, mentre un altro messaggio centrale è che «chi non si oppone al male finisce per sostenerlo e incoraggiarlo».
Il film esplora anche il tema dei diritti degli animali: l'Indominus rex, allevato in cattività e in totale isolamento, è diventato una creatura «non completamente funzionale». Trevorrow ha citato come fonte di ispirazione Blackfish (2013), un documentario critico nei confronti della cattività delle orche a SeaWorld. In particolare, l'Indominus rex è stato ispirato dall'orca Tilikum, cresciuta parzialmente in isolamento e responsabile della morte di tre persone. Inoltre, il modo in cui Jurassic World rappresenta il parco e le sue dinamiche aziendali è stato influenzato dall'immagine di SeaWorld descritta nel documentario, con le sue strategie di pubbliche relazioni e i suoi eccessi commerciali.

## Riconoscimenti
- 2015 - Hollywood Film Award[89]
  - Migliori effetti speciali a Tim Alexander
- 2015 - San Diego Film Critics Society Award
  - Candidatura ai migliori effetti speciali
- 2015 - Teen Choice Award[90]
  - Candidatura al miglior attore protagonista dell'estate a Chris Pratt
  - Candidatura alla miglior attrice dell'estate a Bryce Dallas Howard
  - Candidatura al miglior cattivo dell'estate a Vincent D'Onofrio
  - Candidatura alla miglior crisi isterica a Bryce Dallas Howard
  - Candidatura al miglior film dell'estate
- 2016 - MTV Movie Award[91]
  - Miglior performance d'azione a Chris Pratt
  - Candidatura al miglior film
  - Candidatura alla miglior performance maschile a Chris Pratt
- 2016 - Saturn Award
  - Miglior attore emergente a Ty Simpkins
  - Candidatura al miglior film di fantascienza
  - Candidatura alla miglior regia a Colin Trevorrow
  - Candidatura alla miglior sceneggiatura a Rick Jaffa, Amanda Silver, Colin Trevorrow e Derek Connolly
  - Candidatura al miglior montaggio a Kevin Stitt
  - Candidatura alla miglior scenografia a Ed Verreaux
  - Candidatura ai migliori effetti speciali a John Rosengrant, Michael Lantieri e Tim Alexander
- 2016 - Critics' Choice Award
  - Candidatura ai migliori effetti speciali
  - Candidatura al miglior film d'azione
  - Candidatura al miglior attore in un film d'azione a Chris Pratt
  - Candidatura alla miglior attrice in un film d'azione a Bryce Dallas Howard
  - Candidatura al miglior film sci-fi/horror
- 2016 - Empire Award
  - Candidatura al miglior sci-fi/fantasy
  - Candidatura ai migliori effetti visivi
- 2016 - Screen Actors Guild Award
  - Candidatura alle migliori controfigure cinematografiche
- 2016 - Kids' Choice Award
  - Candidatura al miglior film
  - Candidatura al miglior attore cinematografico a Chris Pratt
- 2016 - People's Choice Award
  - Candidatura al film preferito
  - Candidatura al film d'azione preferito
  - Candidatura all'attore preferito in un film a Chris Pratt
  - Candidatura all'attore preferito in un film d'azione a Chris Pratt
- 2016 - Satellite Award
  - Candidatura ai migliori effetti visivi
  - Candidatura al miglior suono
- 2016 - Young Artist Award
  - Candidatura alla miglior performance in un film di un giovane attore protagonista (11-13 anni) a Ty Simpkins

## Altri media

### Videogiochi
È stato annunciato un videogioco sviluppato da Traveller's Tales chiamato LEGO Jurassic World, che è uscito l'11 giugno, in contemporanea con il film, e che segue non solo gli eventi di Jurassic World, ma anche quelli di tutti gli altri film della serie di Jurassic Park in versione "mattoncini" LEGO.
Il Jurassic World è uno dei tanti mondi esplorabili nel videogioco LEGO Dimensions, sbloccabile acquistando il Pacchetto Squadra di Jurassic World.
La Ludia Inc. ha sviluppato un gioco (simile a Jurassic Park Builder) intitolato Jurassic World: The Game, in cui i giocatori dovranno seguire le missioni dei protagonisti del film e potranno costruire il proprio parco di dinosauri. Il gioco è stato distribuito il 29 aprile per iOS (dispositivi Apple), e l'11 maggio per le altre piattaforme Google Play (dispositivi Android) e Amazon.

### Serie LEGO
Dal film sono state tratte numerose serie animate in versione LEGO, che comprendono il cortometraggio LEGO Jurassic World: L'evasione di Indominus Rex (2016), lo special televisivo di due parti LEGO Jurassic World: La mostra segreta (2018), e una miniserie televisiva dal titolo LEGO Jurassic World - La leggenda di Isla Nublar (2019).

### Serie animata
Nel giugno 2019, Netflix ha annunciato una serie animata basata sul film, intitolata Jurassic World - Nuove avventure (Jurassic World: Camp Cretaceous). La serie è stata co-prodotta tra DreamWorks Animation e Netflix, e distribuita sulla nota piattaforma dal 18 settembre 2020. La serie conta un totale di 49 episodi con uno speciale interattivo in 5 stagione.

## Casi mediatici

### Accuratezza scientifica
Per mantenere la continuità con i film precedenti, Jurassic World non presenta dinosauri piumati. Il primo Jurassic Park è stato elogiato dai paleontologi per la sua rappresentazione accurata dei dinosauri, basata sulle conoscenze scientifiche dell'epoca. Tuttavia, scoperte successive hanno smentito l'idea che i dinosauri fossero esclusivamente squamosi. Jurassic World è stato criticato per aver ignorato deliberatamente queste nuove scoperte: diversi paleontologi lo hanno definito un semplice film di mostri per non aver incorporato le conoscenze più recenti, come la presenza di piume o proto-piume su alcuni dinosauri e la postura degli arti anteriori del Velociraptor. Molti esperti lo hanno considerato un passo indietro rispetto all'originale Jurassic Park.
In risposta a queste critiche, Trevorrow ha affermato che Jurassic World è "molto impreciso" perché si tratta di un film di fantascienza, non di un documentario. Il film include una scena in cui il Dott. Henry Wu spiega che tali inesattezze sono dovute al fatto che i dinosauri sono animali geneticamente modificati. Inoltre, una recensione fittizia pubblicata sul sito web del parco a tema ipotizza che l'uso di DNA di anfibio per colmare le lacune nel DNA dei dinosauri – un elemento della trama sia del romanzo che del film originale – abbia impedito loro di sviluppare le piume. Inizialmente, i realizzatori avevano previsto di rappresentare dinosauri piumati nelle fasi iniziali dello sviluppo del film.

### Controversia sui crediti nella sceneggiatura
Trevorrow e Connolly erano inizialmente accreditati come unici sceneggiatori e figuravano come tali nel trailer del Super Bowl del film. Tuttavia, alla fine di marzo 2015, un collegio arbitrale della Writers Guild of America (WGA) stabilì che avrebbero dovuto condividere il credito di "sceneggiatura di" con Jaffa e Silver. Pur essendo fortemente in disaccordo con la decisione, Trevorrow e Connolly lo accettarono, rendendosi conto di non avere basi per un appello secondo le regole della WGA.
Pochi giorni dopo, il panel della WGA stabilì anche che Jaffa e Silver avrebbero ricevuto un credito "storia di". Pur essendo fortemente in disaccordo con questa decisione, Trevorrow e Connolly scelsero di non presentare ricorso. Nonostante le divergenze sui crediti, Trevorrow dichiarò che lui e Connolly erano rimasti in buoni rapporti con il precedente team di sceneggiatori: «Anche se potremmo non essere d'accordo sui dettagli di questa sentenza, condividiamo il disprezzo per il processo di arbitrato e la bruttezza che spesso genera. Le nostre conversazioni si sono concluse in uno spirito che mi piace pensare la Gilda avrebbe sostenuto: che il merito possa essere equamente condiviso».

## Merchandising
(Tagline del merchandising)
La Hasbro ha realizzato un'intera linea di giocattoli basata sul film, tra cui una vasta serie di action figure, peluche e set con i protagonisti e i dinosauri del lungometraggio, compreso l'Indominus rex. La Jada Toys ha realizzato 6 veicoli radiocomandati che si ispirano ai veicoli visti in Jurassic World e ad alcuni veicoli di Jurassic Park. La LEGO ha inoltre realizzato una linea tematica composta da 6 nuovi set dedicati a Jurassic World, con l'incarnazione in mattoncini dei protagonisti, dinosauri, veicoli e ambienti del film. Tali oggetti da merchandising sono stati distribuiti nei negozi italiani a partire da metà maggio 2015.

## Sequel
Il regista Colin Trevorrow, in un'intervista alla rivista Empire, ha confermato la possibilità di produrre nuovi titoli del franchise: «Abbiamo discusso molto dei sequel. Volevamo creare qualcosa che fosse un po' meno arbitrario ed episodico, qualcosa che potrebbe unire tutti i sequel per essere visti come una storia unica e completa». Con questi presupposti, Trevorrow ha detto che i personaggi di questo film possono ritornare anche in eventuali sequel. Tra questi parlò in particolare di Omar Sy, dicendo che: «È essenzialmente il migliore amico di Chris Pratt. Lavorano insieme e hanno alcune scene d'azione piuttosto belle insieme. Volevamo creare un rapporto che fosse memorabile e che possa potenzialmente portare a film futuri».
Colin Trevorrow ha dichiarato che, se ci sarà un sequel, non si occuperà della regia: «Penso che sia giusto affidarlo a un altro regista. Non è come un supereroe della Marvel, che ha un nuovo antagonista per ogni episodio. È come per la saga di Star Wars: autori differenti possono dare un'impronta diversa a ogni film. Per quanto l'uomo, ogni volta che abusa della propria intelligenza per piegare la natura ai suoi bisogni, possa apparire il vero cattivo, lo scontro rimane sempre tra dinosauri ed esseri umani. Serve una nuova visione per portare davvero qualcosa di originale altrimenti non vale la pena di girarlo. Sarei comunque coinvolto in qualche modo, ma non come regista».
Il 10 giugno Ty Simpkins ha confermato di essere stato contattato per un seguito di Jurassic World, mentre il 13 giugno Chris Pratt ha detto di aver firmato per un numero non definito di sequel.
Il 23 luglio 2015 gli Universal Studios hanno confermato un sequel di Jurassic World previsto per il 22 giugno 2018. Il 22 giugno 2017 è stato diffuso il poster e svelato il titolo del sequel: Jurassic World - Il regno distrutto (Jurassic World: Fallen Kingdom) e sarà diretto da Juan Antonio Bayona.